# Championnats d'Afrique d'escrime 1991
Navigation
Édition suivante
Les championnats d'Afrique d'escrime 1991, 1re édition des championnats d'Afrique d'escrime, ont lieu 2 au 5 décembre 1991 au Caire, en Égypte.

## Médaillés
| Épreuves           | Or                   | Argent         | Bronze        |
| ------------------ | -------------------- | -------------- | ------------- |
| Épée               |                      |                |               |
| Hommes individuel  | Mohamed al-Motawakel | Maged Shaker   | Ahmed Hassan  |
| Hommes par équipes | Égypte               | Tunisie        | Maroc         |
| Fleuret            |                      |                |               |
| Hommes individuel  | Mohamed al-Sayed     | Bizk Ali Fahmy | Aemaan Mouner |
| Hommes par équipes | Égypte               | Tunisie        | Maroc         |

## Tableau des médailles
| Rang  | Nation  | Or | Argent | Bronze | Total |
| ----- | ------- | -- | ------ | ------ | ----- |
| 1     | Égypte  | 4  | 2      | 2      | 8     |
| 2     | Tunisie | 0  | 2      | 0      | 2     |
| 3     | Maroc   | 0  | 0      | 2      | 2     |
| Total | Total   | 4  | 4      | 4      | 12    |